# Памятный знак месту форсирования Днепра советскими войсками (Пакуль)
Памятный знак месту форсирования Днепра советскими войсками или Памятный знак на месте форсирования реки Днепр советскими войсками в сентябре 1943 года — памятник истории местного значения возле села Пакуль.

## История
Решением исполкома Черниговского областного совета народных депутатов трудящихся от 31.05.1971 № 286 присвоен статус памятник истории местного значения с охранным № 1871 под названием Памятный знак месту форсирования Днепра советскими войсками.
Приказом Департамента культуры и туризма, национальностей и религий Черниговской областной государственной администрации от  № для памятника истории используется название Памятный знак на месте форсирования реки Днепр советскими войсками в сентябре 1943 года.

## Описание
Памятный знак был установлен в 1973 году в 10 км от села Пакуль — северо-западнее села Шмаевка — на левой стороне Днепра возле речного причала вблизи дома отдыха.
На этом месте 20-23 сентября 1943 года подразделения 13-й армии под командованием генерала Николая Павловича Пухова при содействии партизан форсировали Днепр.
Памятный знак представляет из себя гранитный камень с мраморной мемориальной доской.